# 奥尔日
奥尔日（法語：Orges）是瑞士联邦西部法语区的沃州下设的一个镇。在行政上属于沃州北汝拉区管辖。奥尔日的总面积为4.02平方公里。截至2010年底，总人口为265。

## 外部链接

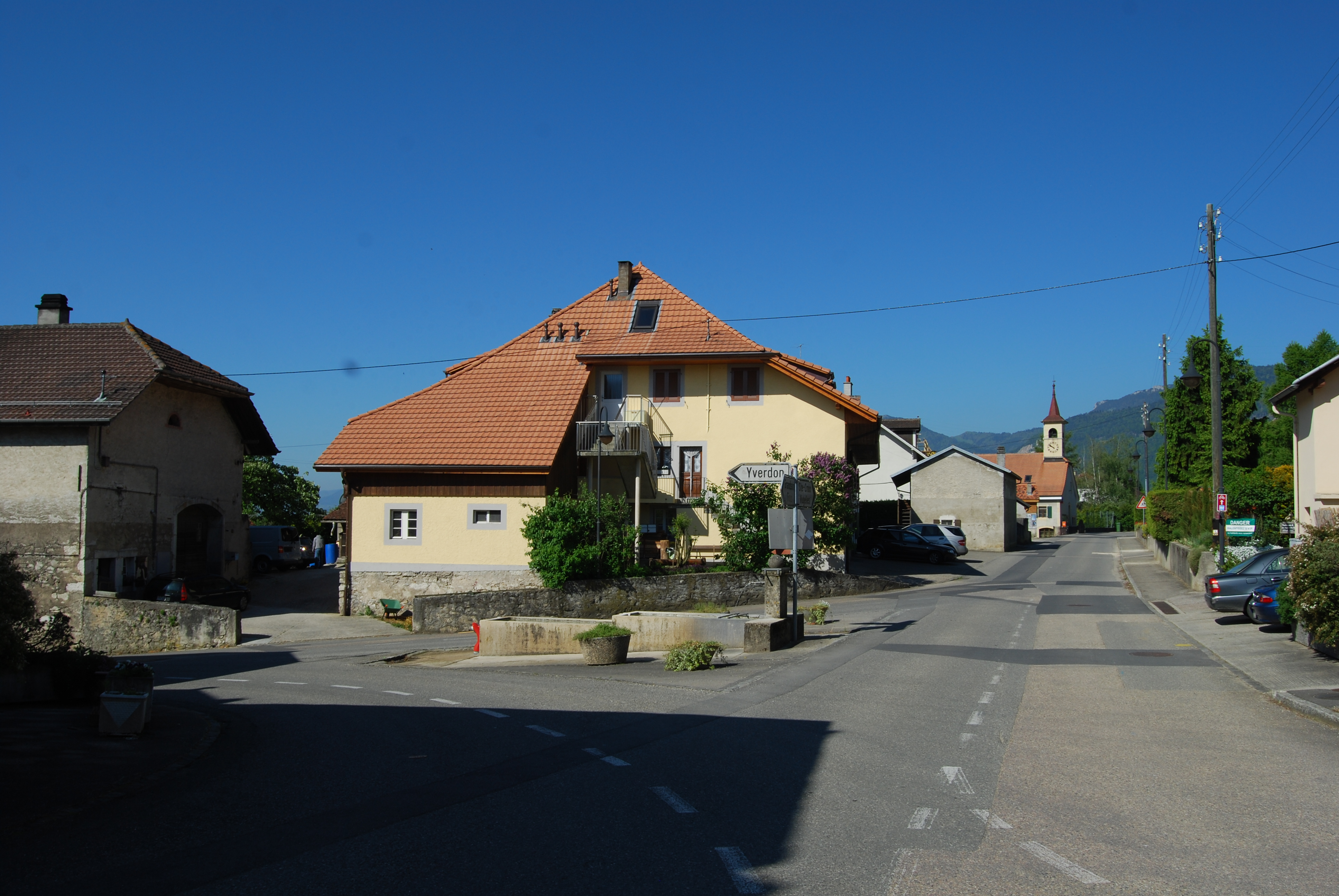
奥尔日

## 地理
奥尔日位于纳沙泰尔湖西南，阿尔农河南岸。